# 奥维斯波·桑蒂斯特万县
奧維斯波·桑蒂斯特萬县（西班牙語：Provincia Obispo Santistevan），是玻利維亞的县份，位於該國東部，屬於聖克魯斯省的一部分，县府設於蒙特羅，面積3,673平方公里，2001年人口142,786，人口密度每平方公里38.9人。